# Mikhailo Kononenko
Mikhailo Mikhàilovitx Kononenko (en ucraïnès Михайло Михайлович Кононенко; Txerníhiv, 30 d'octubre de 1987) és un ciclista ucraïnès, professional des del 2007 i que actualment milita a l'equip Salcano–Sakarya. Del seu palmarès destaca el Campionat nacional en ruta del 2015.

## Palmarès
- 2008
  - 1r al Mainfranken-Tour
  - Vencedor d'una etapa al Memorial Coronel Skopenko
- 2009
  -  Campió d'Ucraïna sub-23 en contrarellotge
- 2010
  - Vencedor d'una etapa al Gran Premi d'Adiguèsia
- 2011
  - Vencedor d'una etapa a la Volta a Eslovàquia
- 2012
  - Vencedor d'una etapa al Gran Premi de Sotxi
- 2013
  - 1r a la Race Horizon Park II
- 2014
  - 1r a la Race Horizon Park II
  - Vencedor d'una etapa a la Volta al llac Qinghai
  - Vencedor de 2 etapes al Baltic Chain Tour
- 2015
  -  Campió d'Ucraïna en ruta
  - 1r al Memorial Oleg Diatxenko
  - 1r al Horizon Park Classic
  - Vencedor d'una etapa als Cinc anells de Moscou
  - Vencedor d'una etapa al Tour de Mersin
- 2016
  - 1r al Memorial Roman Siemiński
  - 1r al Horizon Park Classic
- 2017
  - 1r al Horizon Park Race for Peace
  - 1r l'Odessa Grand Prix
  - Vencedor d'una etapa a la Volta al llac Qinghai
  - Vencedor d'una etapa al Tour de Fuzhou
- 2018
  - Vencedor d'una etapa al Tour de Fuzhou
- 2019
  - Vencedor d'una etapa a la Volta a la Xina I
  - Vencedor d'una etapa al Tour de Quanzhou Bay
- 2020
  -  Campió d'Ucraïna en ruta
  -  Campió d'Ucraïna en contrarellotge
  - 1r al Gran Premi Capadòcia
  - 1r al Gran Premi Central Anatòlia
- 2021
  -  Campió d'Ucraïna en contrarellotge
  - 1r al Gran Premi Develi
- 2022
  - 1r al Gran Premi Kapuzbaşı
  - 1r al Tour de Sakarya i vencedor d'una etapa